# Томар-Ре
Томар-Ре (англ. Tomar-Re) — персонаж комиксов компании DC Comics, один из членов Корпуса Зелёных Фонарей. Впервые появился в 1961 году в номере Green Lantern #6.

## Биография
До вступления в Корпус Зелёных Фонарей Томар-Ре был учёным на планете Ксудар, а позже стал одним из ключевых членов корпуса, подготавливал новобранцев, например, Арисию Раб, выступал в Почётном Карауле. Занимался расследованием сообщений о злоупотреблению власти Синестро на Коругаре. Был близким другом Абин Сура, Зелёного Фонаря сектора 2814.
Самая известная миссия Томара-Ре за время его служения в Корпусе была на планете Криптон. Криптон — планета в секторе 2813, родная планета Супермена, обстановка на которой была очень напряжённой. Это было связано с тем, что давление внутри планеты увеличивалось и возникал риск взрыва. Томар-Ре использовал редкое соединение под названием стеллариум, которое поглощало тектонические волны внутри планеты. Он был уже на пути к Криптону, когда его ослепили вспышки на Солнце, и он потерял большую часть стеллариума. Когда он добрался до планеты, то увидел, что процесс внутри уже не остановить и имевшегося у него вещества не хватит, он наблюдал, как Криптон взорвался. Стражи Вселенной вернули Томара-Ре в Корпус, несмотря на неудачу, где он залечил раны полученные взрывом.
Позже он стал почётным членом Корпуса Зелёных Фонарей, но его карьера там не обошлась без трудностей. Самый трудный момент для него был во время кризиса, когда бог смерти Некрон использовал дух умершего отца Томара-Ре, чтобы повлиять на него. Несмотря на то, что его дух был уничтожен, Томар-Ре был сломлен.
Во время событий Кризиса на Бесконечных Землях Томар-Ре участвовал в битве в Антиматерии Вселенной на Кварде, чтобы остановить Анти-монитора. Он был тяжело ранен и в последний момент успел передать своё кольцо силы Джону Стюарту.
У Томара-Ре есть сын, Томар-Ту, также член Корпуса Зелёных Фонарей.

## Вне комиксов

### Телевидение

Томар-Ре в фильме «Зелёный Фонарь»

- Томар-Ре появился в камео сериале «Лига Справедливости» в эпизоде «Чёрная ночь».
- В небольшой роли в мультсериале «Лига Справедливости без границ» в эпизоде «Возвращение».
- В эпизоде «The Green Loontern» мультсериала «Дак Доджерс» и был озвучен Джо Аласки.
- В эпизоде «Ring Toss» мультсериала «Бэтмен». Хэл Джордан доставил Бэтмену запись, где Томар-Ре сообщает о побеге Синестро из тюрьмы.
- Был одним из членов Корпуса Зелёных Фонарей в мультсериале «Бэтмен: отважный и смелый» в эпизоде «Глаза Десперо», а также там появляется его родная планета Ксудар.
- Является второстепенным персонажем в анимационном сериале «Зелёный Фонарь».

### Кино
- В полнометражном анимационном фильме «Зелёный Фонарь: Первый полёт», где он был убит Синестро, когда он получил жёлтое кольцо силы.
- В полнометражном фильме 2011 года «Зелёный Фонарь» его сыграл каскадер Дориан Кайнги и озвучил актёр Джеффри Раш[3][4]. По сюжету, Томар-Ре — первый, кого встретил Хэл Джордан, попав на Оа, а также один из его тренеров. Внешне Томар напоминает рыбу, что он объяснил схожестью ДНК выходцов с Ксудара и земноводными организмами Земли. Позже Томар вместе с Киловогом и Синестро помогает Хэлу спастись вблизи солнца после битвы с Параллаксом. Он бы появился в качестве камео в "Лиге Справедливости" где общается с Брюсом об плане, но сцены были вырезаны.
- Джеймс Арнольд Тейлор озвучил Томара-Ре в анимационном фильме 2011 года «Зелёный Фонарь: Изумрудные рыцари».